# Lucas Rodrigues da Silva
Lucas Rodrigues da Silva (27 agosto 1999) è un calciatore brasiliano, centrocampista del Seoul.

## Caratteristiche tecniche
È un centrocampista offensivo.

## Carriera
Cresciuto nel settore giovanile del Mirassol, ha esordito in prima squadra il 15 aprile 2017 disputando l'incontro di Campionato Paulista vinto 3-1 contro il Red Bull Brasil.
Il 22 agosto 2018 è stato acquistato dal Moreirense.

## Statistiche
Statistiche aggiornate al 19 maggio 2019.

### Presenze e reti nei club
| Stagione        | Squadra         | Campionato      | Campionato | Campionato | Coppe nazionali | Coppe nazionali | Coppe nazionali | Coppe continentali | Coppe continentali | Coppe continentali | Altre coppe | Altre coppe | Altre coppe | Totale | Totale | Totale |
| Stagione        | Squadra         | Comp            | Pres       | Reti       | Comp            | Pres            | Reti            | Comp               | Pres               | Reti               | Comp        | Pres        | Reti        | Pres   | Reti   |        |
| --------------- | --------------- | --------------- | ---------- | ---------- | --------------- | --------------- | --------------- | ------------------ | ------------------ | ------------------ | ----------- | ----------- | ----------- | ------ | ------ | ------ |
| 2017            | Mirassol        | A1/SP           | 1          | 0          | CB              | 0               | 0               |                    | -                  | -                  | CP          | 17          | 1           | 18     | 1      |        |
| 2018            | Mirassol        | A1/SP+D         | 4+5        | 0          | CB              | 0               | 0               |                    | -                  | -                  | CP          | 2           | 1           | 11     | 0      |        |
| 2018-2019       | Moreirense      | PL              | 4          | 0          | CP+CdL          | 0               | 0               |                    | -                  | -                  |             | -           | -           | 4      | 0      |        |
| Totale carriera | Totale carriera | Totale carriera | 14         | 0          |                 | 0               | 0               |                    | -                  | -                  |             | 19          | 2           | 33     | 2      |        |